# خف السيدة الأصفر
خف السيدة الأصفر أو خف عشتروت (الاسم العلمي: Cypripedium calceolus) (بالإنجليزية: Yellow lady’s slipper,)‏ هو نوع من النباتات يتبع جنس خف السيدة (نبات) من الفصيلة السحلبية. جذوره حُزمية وغِلافات الأزهار دائمة على الثمار. سوقها عديدة. اوراقها مُعْبلة. أما بابوج عشتروت فساقه تعلو نحو 35 سم. زهرته كبيرة، كأسياتها وبتلاتها طويلة، بُنية اللون الأرجواني، شُفيفاتها باهتة اللون الأصفر، أرجوانية البُقع الداخلية. مهده أوروبا وآسيا الشمالية. إزهراره صيفي.

## الخصائص
مسكنة عصبية ومخدرة خفيفة تُستعمل في الهستيريا والأرق.